# لامپ فوتوفزون‌گر

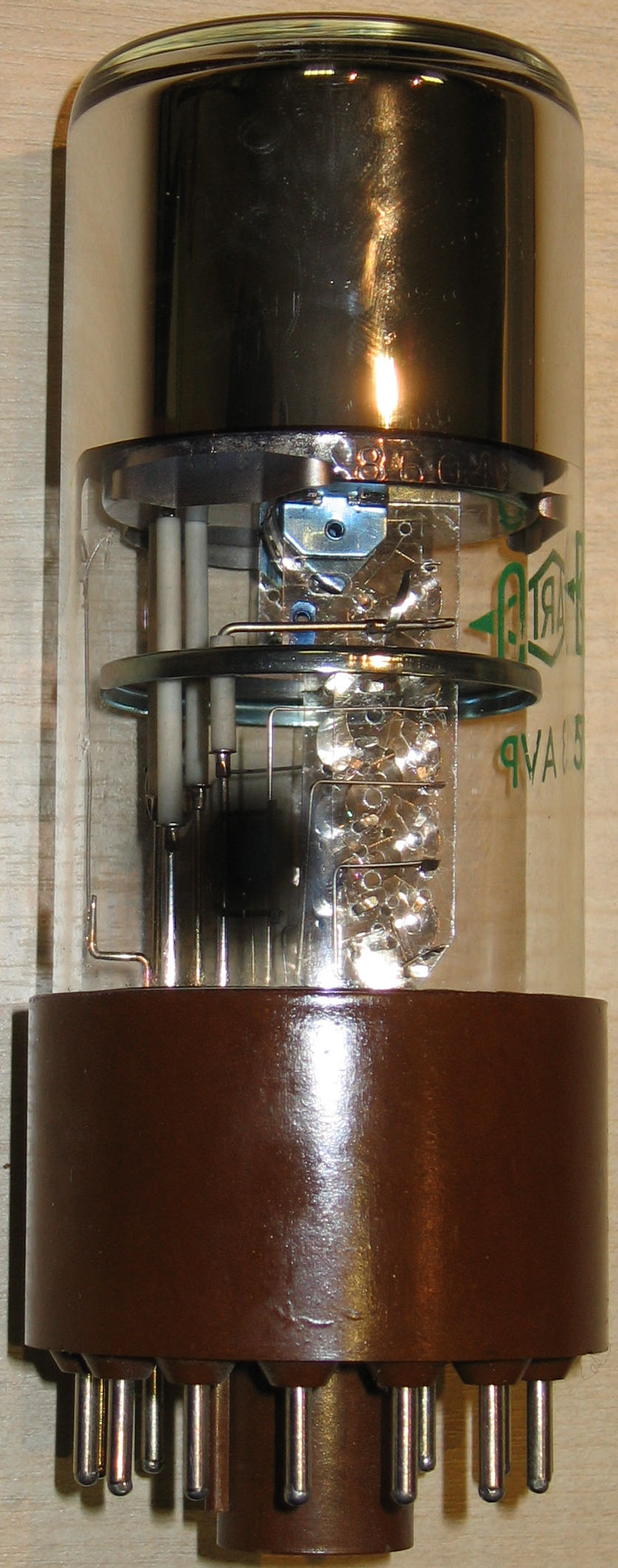
یک لامپ خلا فوتوفزون‌گر.

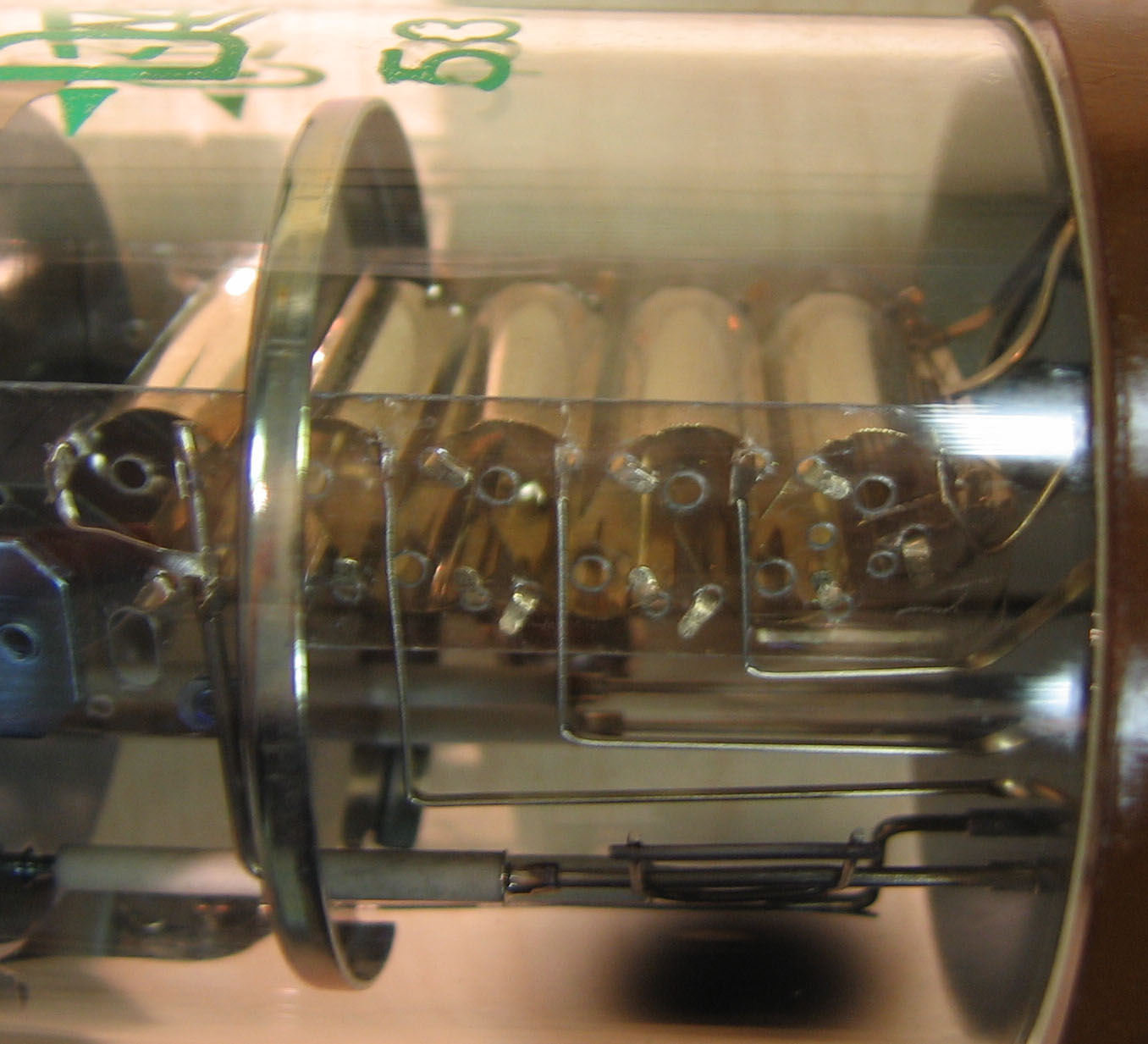
تصویر از ساختار داخلی یک لامپ خلا فوتوفزون‌گر.

لامپ فُوتوفُزون‌گر (به انگلیسی: Photomultiplier tube) (اختصاری PMT)یا فُزونساز‌نوری از خانوادهٔ لامپ‌های خلأ هستند و می‌توانند نور مرئی فرابنفش و فرکانس‌های نزدیک فروسرخ را آشکارسازی کنند.
این آشکارسازها می‌توانند نور تابشی را تا صد برابر تقویت کنند. در واقع در مسیر فوتون فرودی چندین کاتد قرار می‌دهند و می‌توانند این فوتون را حتی در حالتی که شار فرودی خیلی کم است آشکار کنند.
به علت توانایی بالای پی‌ام‌تی در میزان بالای تقویت و پارازیت کم کاربردهای بسیاری در فیزیک هسته‌ای قطعات نیم‌رسانا از جمله دیودهای نوری بهمنی در عکس‌برداری‌های پزشکی مانند تلسین و نجوم کاربرد فراوان دارند.
از کاربردها ی دیگر پی‌ام‌تی‌ها می‌توان به دوربین‌های دید در شب اشاره کرد.
فوتوفزون‌گرها در آزمایشگاه‌های پزشکی در دستگاه‌های آنالیز خون نیز استفاده می‌شوند.

## تاریخچه
ترکیب دو کشف حساس
اختراع پی‌ام‌تی‌ها پس از دو کشف عمده حاصل شد پدیدهٔ فوتوالکتریک و گسیل ثانوی.

## اثر فوتوالکتریک
اولین مشاهده تجربی از فوتوالکتریک در سال ۱۸۸۷ توسط هاینریش هرتز با استفاده از نور فرابنفش انجام گرفت.
به‌طور تاریخی، آلبرت انیشتین اولین کسی بود که پدیدهٔ فوتوالکتریک را توجیه کرد که نتیجه آن پایه‌گذاری قوانین مکانیک کوانتومی و دریافت جایزه نوبل ۱۹۲۱ بود.
هاینریش هرتز ۱۸ سال قبل از انیشتین روی این پدیده کار می‌کرد و در آن زمان نمی‌دانستند که انرژی جنبشی الکترون گسیل‌شده با فرکانس متناسب و با شدت نور فرودی رابطه‌ای ندارد.
این پدیده منجر به اولین دیدگاه‌ها راجع به فوتون و کوانتا شد.

## گسیل ثانوی
در ابتدا گسیل ثانوی در قطعات الکترونیکی به دلیل نادیده گرفتن حساسیت به نور مشکل‌ساز شد.
در سال ۱۹۰۲ آستین واستارک گزارش دادند که از سطح فلزات الکترون‌هایی گسیل می‌شوند که تعداد آن‌ها بیشتر از الکترون‌های فرودی است؛ که نهایتاً این پدیده بعد از جنگ جهانی در سال ۱۹۱۹ توجیه شد.

## اولین پی‌ام‌تی
تلاش‌ها برای ساخت یک دوربین الکترونیکی تلویزیونی سودمند یکی از عواملی بود که سرعت ساخته شدن پی‌ام‌تی‌ها را شتاب بخشید. اگرچه این هدف اولیه خیلی‌ها نبود.
برنامه‌های تلویزیون‌ها تا قبل از دهه ۱۹۳۰ به وسیله همان دوربین‌های اولیه تولید و با تکنولوژی اولیه (ایکونوسکوپ) پخش می‌شدند. این نوع تلویزیون‌های اولیه نیازی به حساسیت بالا هم نداشتند پی‌ام‌تی‌ها صنعت تلویزیون‌ها را حساس‌تر کردند و این مسئله باعث کارآمدی بهتر تلویزیون‌ها شد.
اولین پی‌ام‌تی امتحان شده توسط گروهی در ۱۹۳۴ ساخته شد که توانستند با استفاده از یک کاتد در خلأ پدیده‌های فوتوالکتریک و گسیل ثانوی را انجام داده و الکترون تقویت‌شده بدست بیاورند.
این وسیله از یک کاند نیمه‌استوانه‌ای، یک محور گسیل ثانوی و صفحه‌ای که این گسیلنده ثانوی را می‌پوشاند تشکیل شده بود.
این وسیله با فرکانس حدوداً ۱۰ کیلو هرتز به خوبی کار می‌کرد.
پژوهشگران به دنبال نتایج و کارایی‌های بهتر از پی‌ام‌تی‌ها بودند. از آزمایش‌های تجربی به این نتیجه رسیده بودند که الکترون تابشی دوم مستقل از ولتاژ اولیه است؛ بنابراین یک پی‌ام‌تی تک شدت وسیله‌ای محدود بود بنابراین توانستند پی‌ام‌تی‌های چندشدتی بسازند که فوتوالکترون‌ها در شدت‌های مختلف گسیل می‌شدند و این یک موفقیت بزرگ بود. در این وسیله فوتوالکترون‌ها به‌جای برخورد با کاتدی که بالاترین ولتاژ را دارد با تعدادی کاتد برخورد می‌کردند و این عمل تنها با اعمال یک میدان مغناطیسی قوی امکان‌پذیر بود.
از آنجا که پی‌ام‌تی‌ها از قوانین مغناطیسی پیروی می‌کنند جان راچمن از آزمایشگاه RCA حدس‌زد که در یک میدان الکترواستاتیکی هم باید به خوبی کارکنند و آینده تجاری درخشانی برای پی‌ام‌تی‌ها رقم زد.
این نوع پی‌ام‌تی‌ها هنوز هم تولید می‌شوند.

## ساختار
یک فوتوفزون‌گر از یک لامپ خلاء شیشه‌ای ساخته شده‌است که درون آن یک فوتوکاتد و چندین کاتد ثانویه و یک آند قرار دارد. فوتون تابشی به مادهٔ فوتوکاتد که به صورت لایهٔ نازکی در پنجرهٔ افزاره لایه‌نشانی شده‌است برخورد می‌کند و درنتیجهٔ تأثیرات فوتوالکتریک، الکترون‌ها تولید می‌شوند. این الکترون‌ها به‌وسیلهٔ فوکوس کردن کاتدها به سمت فزون‌گر الکترون (جایی که الکترون‌ها به‌وسیلهٔ فرایند تابش ثانویه تکثیر می‌شوند) جهت‌دهی می‌شوند.

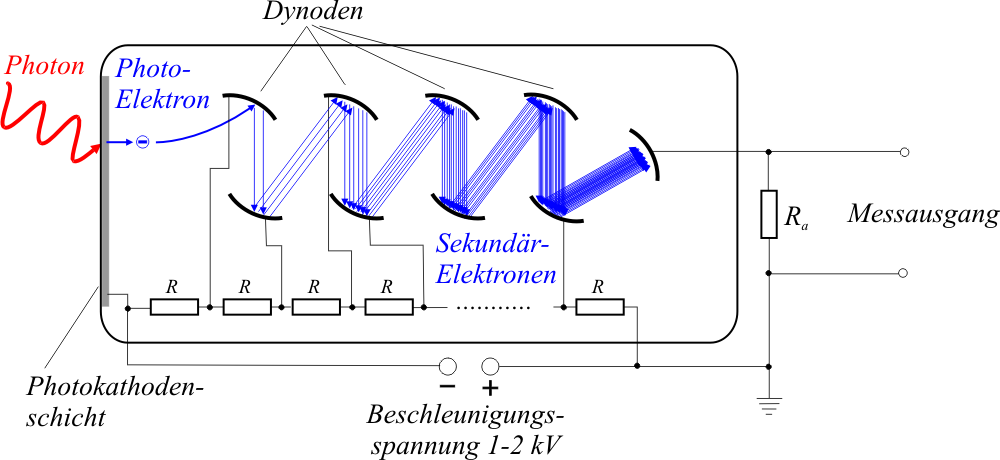
فوتون (در اینجا قرمز رنگ) به سطح خاکستری رنگ فوتو کاتد برخورد می‌کند.

فزون‌گر الکترون از تعدادی الکترود تشکیل شده‌است که کاتد ثانویه نامیده می‌شوند. تمامی این کاتدهای ثانویه در ولتاژی مثبت تر از کاتد ثانویهٔ قبلی خود قرار داده می‌شوند. الکترونی که فوتوکاتد را ترک می‌کند مقداری انرژی از فوتون‌های وارده دارد. وقتی که وارد اولین کاتد ثانویه می‌شود به‌وسیلهٔ میدان الکتریکی شتاب می‌گیرد و به انرژی بالاتر می‌رسد. در جرقه‌گیری اولین کاتد ثانویه بیشتر الکترون‌های انرژی پایین به سمت دومین کاتد ثانویه شتاب می‌گیرند و فرستاده می‌شوند. کاتد ثانویه‌ها به صورت سری به یکدیگر متصل شده‌اند و در هر صورت در هر مرحله تعداد الکترون‌های تولیدشده افزایش می‌یابد و در آخر به آند می‌رسند جایی که انباشتگی بارها یک جریان تند را نتیجه می‌دهد.
فوتوفزون‌گر برای کارکرد درست به ۱۰۰۰ تا ۲۰۰۰ ولت احتیاج دارند. بیشترین ولتاژ منفی به کاتد متصل می‌شود و بیشترین ولتاژ مثبت به آند. ولتاژها به‌وسیلهٔ یک تقسیم ولتاژ مقاومتی بین کاتدهای ثانویه توزیع می‌شود که این تغییرات به‌وسیلهٔ ترانزیستورها یا دیودها تحقق می‌یابند. وقتی فوتوفزون‌گرها روشن می‌شوند باید نسبت به نور محیط محافظت شوند تا با ازدیاد انتشار امواج آسیب نبینند. اگر در محیط‌های دارای میدان مغناطیسی بالا استفاده شوند (که می‌توانند مسیر الکترون‌ها را منحرف‌کنند) معمولاً با یک لایه از آلیاژ نیکل و آهن (۷۵٪ نیکل، ۱۵٪ آهن + مس و مولیبدن) محافظت می‌شوند.